# Enyergetyik kultúrpalota
Az Enyergetyik kultúrpalota (oroszul: Дворец культуры Энергетик, magyaros átírással: Dvorec kulturi enyergetyik) elhagyatott kulturális létesítmény az ukrajnai Pripjaty városában, a csernobili zónában. 

## Története

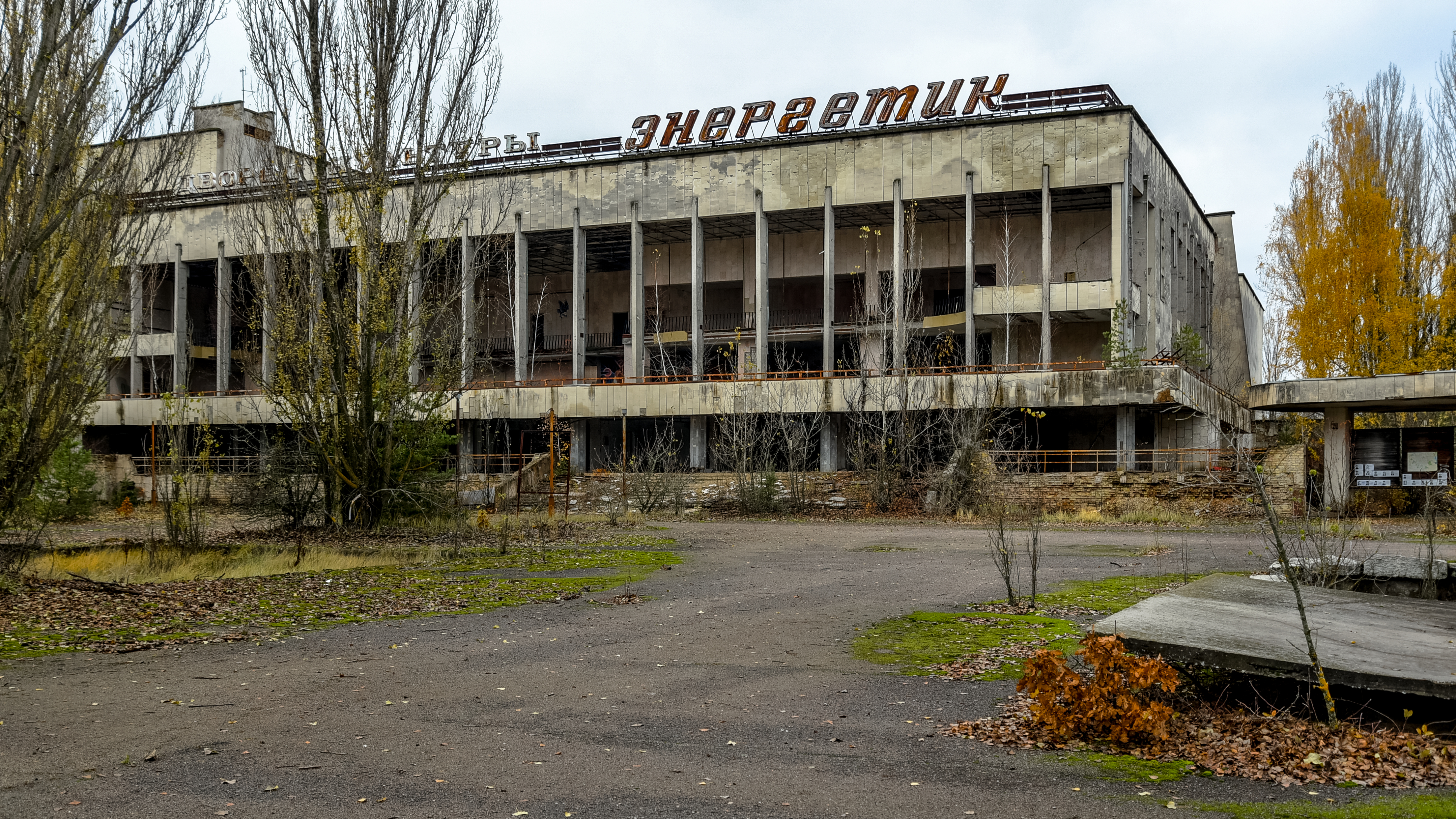
Az épület 2017. november 4-én

A kultúrpalotát az 1970-es években építették Pripjaty lakosai számára, hangversenyeknek, kulturális programoknak adott helyet, de sportrendezvényeket is szerveztek itt.
A kultúrpalota a város központi épületkomplexumának része volt, mely magában foglalta magát a kultúrpalotát, egy áruházat, a hotelt, egy éttermet, egy 800 fős mozit, gyógyszertárat, sportcsarnokot, élelmiszerboltot is.
A csernobili katasztrófa után, 1986-ban a lakosságot evakuálták, az épületet elhagyták. Jelenleg az épület romos állapotban van.
Ljubov Makarivna Szirota az épületben dolgozott, és annak vezetője volt egészen a katasztrófáig.

## Építészet
Az épületet kívül márvány borította, a belső teret vörös vulkáni tufával burkolták amelynek még fent vannak a töredékei. A „kulturális palota” szavakat kék lámpákkal világították meg, maga a név piros neoncsövekből állt.
Az épületen található „Энергетик” feliratot 30 év után moszkvai sztalkerek (elhagyott ipari területek kutatói) akkumulátorhoz csatlakoztatott LED-lámpákkal világították meg 2016 októberében. Így emlékeztek meg a katasztrófa 30. és a S.T.A.L.K.E.R. játék megjelenésének 10. évfordulójáról. 